# Širší rodina

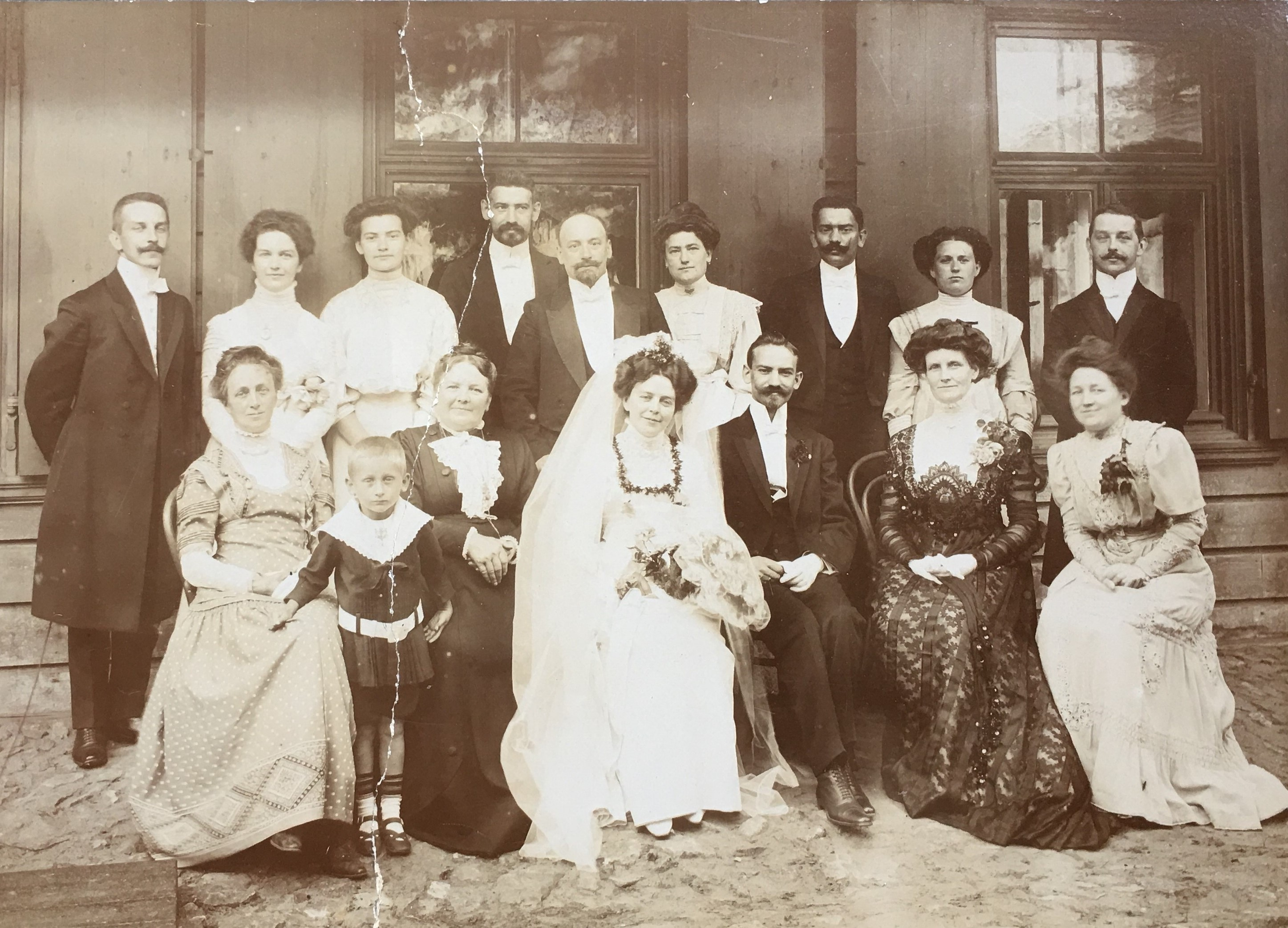
Širší rodina, snímek z Lotyšska

Širší rodina je pojem označující síť příbuzenských vztahů za hranicí nukleární rodiny, v užším smyslu pak označuje domácnosti tvořené příslušníky širší rodiny, nejen rodiny nukleární. Protože jde obvykle o rodiče a prarodiče, hovoří se pak o vícegenerační rodině, ale k širší rodině patří i síť "stejnogeneračních" jednotek jako jsou bratranci, sestřenice apod. V předmoderní éře bylo obvyklé, že domácnost byla tvořena právě i takovouto širší rodinou. Termín je tudíž také používán jako synonymum domorodé či archaické rodiny (předmoderní).

## Výzkum
Archaickou rodinou se zabýval Pierre Guillaume Frédéric le Play, který popsal její model opakující se napříč kulturami, s drobnými odchylkami: jedno dítě zůstane žít s rodiči a stará se o ně a žije s nimi poté i jeho partner a jejich děti, zatímco další děti původního páru odcházejí z domu, pokud chtějí založit rodinu vlastní, nebo v něm zůstávají nesezdaní, ale obvykle nedědí dům či statek. Tento model odporuje modernímu dědickému právu, nicméně je pozorován dosud v některých oblastech Japonska a Koreje. Podobné je to v některých venkovských oblastech Rumunska, Thajska či střední Ameriky, s tím rozdílem, že dědění pozemků mezi děti je rovnoprávné, ovšem to z dětí, které zůstane s rodiči a stará se o ně, dostává k rovnému dílu pozemků navíc i dům rodičů.
Širší rodina v užším smyslu (žijící pod jednou střechou) či rodina archaická mohou mít různou strukturu. Například v Indii je pozorován patriarchální systém, kdy v domě zůstávají rodiny synů, zatímco dcery z nich odcházejí založit si rodinu jinde. Patriarchou je nejstarší muž v rodině zvaný Karta a přijímá veškerá rozhodnutí týkající se rodiny. V ještě archaičtějších společnostech mohou do vztahů v širší rodině intervenovat vztahy klanové či totemické.
Širší rodina zastává v tradiční společnosti funkci, kterou ve společnosti moderní na sebe musel vzít stát (sociální péče, důchodové pojištění apod.). Osvobození, které lidé takto získali vyrváním se z okovů tradičních rodinných vazeb, tak muselo být vyváženo znesvobodněním na úkor státu (a jeho daňového systému, z jehož výtěžků se pak platí funkce kdysi zastávané širší rodinou).
S rozvojem moderní společnosti se domácnosti skutečně stále více omezují na rodinu nukleární (někdy dokonce nekompletní). Ve Spojených státech žije ve vícegenerační rodině 16,1% Američanů (údaj k roku 2000). Vývoj však není jen jednosměrný - například ve Spojených státech byl zaznamenán i růst počtu širších rodin pod jednou střechou, což souvisí s migrací ze zemí, kde vládnou archaičtější modely.
V sociologii je diskutovanou otázkou, zda rozpad tradiční rodiny byl důsledkem industrializace a modernizace, nebo zda naopak tento rozpad průmyslovou revoluci inicioval, či minimálně umožnil. Obecně převládá první přístup, ale někteří badatelé upozornili, že v Anglii, kde průmyslová revoluce začínala, změnám celospolečenským předcházely změny ve struktuře rodiny - v Anglii byl model nukleární rodiny přijat již v počátcích novověku. Podle některých to byl iniciační moment či předpoklad možnosti vzniku kapitalismu, liberalismu a průmyslové civilizace.
Na důležitost širší rodiny má vliv i širší kulturní kontext, zejména náboženství. Časná nuklearizace anglické rodiny byla patrně podmíněna protestantismem a jeho individualismem (který původně vzniká jako důraz na osobní spásu, z něhož plyne osobní odpovědnost, nutnost osobně se nasadit a odtud aktivita, iniciativnost a přičinlivost, nakonec osvobozená z původního nábožného kontextu). Obvykle se usuzuje, že katolicismus či pravoslaví proti tomu podporují spíše udržení širší rodiny. Sociologové se nicméně obvykle shodují, že rozbití tradiční rodiny nevedlo ani v protestantských zemích k rozpadu rozšířených rodinných sítí, ty mají i v nejrozvinutějších společnostech velkou platnost, fungují často jako vlivová síť (pomoc s hledáním zaměstnání, rodinné "bankovnictví" apod.). K utužování širší rodiny často slouží v moderní společnosti svátky, k jejichž oslavě se příslušníci širší rodiny často sjíždějí i z velkých vzdáleností.